# Antonio Piedra
Antonio Piedra Pérez (ur. 10 października 1985 w Sewilli) – hiszpański kolarz szosowy, zawodnik profesjonalnej grupy UCI Professional Continental Teams Caja Rural.
W 2012 roku, w swym czwartym starcie w Vuelta a España odnotował największy dotychczasowy sukces, wygrywając 15. etap.

## Najważniejsze osiągnięcia
- 2006
  - 2. miejsce w Vuelta a Segovia
    - 1. miejsce na 3. etapie
- 2009
  - 1. miejsce na 5. etapie Volta a Portugal
  - 8. miejsce w Tour de San Luis
- 2012
  - 1. miejsce w Rogaland GP
  - 1. miejsce na 15. etapie Vuelta a España